# Fauzi Mansur
Fauzi Abdalla Mansur (São Paulo, 22 de junho de 1941- São Paulo, 23 de janeiro de 2019), era um diretor de cinema, roteirista e produtor de cinema brasileiro, especializado em pornochanchada, adaptação de romance da literatura brasileira, drama, comédia, além de ser ativista da Causa Palestina - onde sua família ajuda na tradução de livros e escritos em árabe para o português sobre a luta pela libertação da Palestina, ocupada desde 1948.

## Biografia
Nasceu em 22 de junho de 1941, numa família de ascendência árabe. Mansur começou a trabalhar em cinema através de pornochanchadas. Após a censura ter cortado 1/3 do seu filme A noite do desejo, Mansur, atordoado com o golpe, viu-se obrigado a criar novas sequências para que o filme não perdesse o sentido, fazendo ironicamente com que o filme ficasse na opinião da crítica e do próprio Mansur enriquecido, mais denso e melhor do que a versão original, transformando o filme de uma simples pornochanchada num filme de alguma forma digno por se tornar uma pornochanchada com tintas de crítica social ao apresentar a história alucinante de dois operários na Boca do Lixo de São Paulo em busca de sexo e prazer, fazendo do filme um exercício sobre qual seria o limite da "permissividade" tolerável numa obra cinematográfica. Se por um lado, em plena ditadura, o próprio regime estimulava esse cinema válvula de escape , por outro, quando as cenas extrapolavam, entrando no terreno do "isso não pode", tesoura nelas. Fauzi Mansur escapou da tesoura muitas vezes e, quando não, por saber fazer cinema, os filmes nunca ficaram sem "pé nem cabeça". Em geral, o time era de primeira. Equipe de A noite do desejo, fotografia e câmera uma dupla Ozualdo Candeias e Antônio Meliande; montagem, o futuro crítico Inácio Araújo; e no elenco, Marlene França, Selma Egrei, Ney Latorraca, Roberto Bolant.
Fauzi Mansur teve contato com a sétima arte em Alexandria, no Egito. Em viagem turística pelo Oriente, faz curso de cinema, despertando um desejo que ele mesmo desconhecia. Na volta ao Brasil, aperfeiçoa o aprendizado no curso da Escola Superior de Cinema São Luiz. Estamos em meados da década de 1960. Do flerte à paixão, apenas um instante. Mansur tem afinidade com a montagem. Começa como assistente no filme Riacho do Sangue (1966), de Fernando de Barros, e Anjo assassino (1967), de Dionísio Azevedo. É a enrada no cinema profissional, que se consuma ao fazer assistência de direção para Carlos Coimbra em Cangaceiros de Lampião (1968) e A Madona de Cedro (1968). Dá conta do recado. Convidado por Dedé Santana, prossegue na função em Deu a louca no cangaço (1968), dirigido por Nelson Teixeira Mendes, que sai na metade do filme. Fauzi Mansur assume a direção. Ainda com Dedé Santana, dirige 2000 Anos de Confusão (1969) e, posteriormente, um dos filmes de Renato Aragão, A Ilha dos Paqueras (1970). Fauzi Mansur está mais preparado para voos solos.
Fauzi Mansur começa com Uma Verdadeira História de Amor (1971) onde a obra aborda a questão da homossexualidade, na medida do gosto do fiel público da Boca do Lixo. Bom êxito de bilheteria.
Aguçada sensibilidade para descobrir novos talentos, Mansur lança no cinema artistas do porte de Ney Latorraca, Edwin Luisi, e a ex-miss Brasil Vera Fischer. Em Sinal vermelho - as fêmeas (1972) vamos vê-la em ação numa trama policial, atmosfera erótica, com todos os ingredientes do gênero. Estreia da loura catarinense. O filme bate recorde de bilheteria. Desponta uma grande estrela. E mais: Prêmio Governador do Estado de São Paulo de melhor roteiro para Fauzi Mansur.
Considerado por muitos como o melhor trabalho, Sedução (1974) é um filme requintado, comédia nostálgica das boas. Uma viagem de volta aos anos 1930, que satiriza a máfia. No elenco, Ney Latorraca e Sandra Bréa. Prêmio de melhor filme e direção no Festival de Cinema de Guarujá, São Paulo, em 1974.
Transita pelo mundo erótico com pitadas de experimentalismo, Ensaio geral - a noite das fêmeas (1975), narra a história de um crime nos bastidores de um teatro, e para desvendá-lo o diretor mistura realidade e fantasia.
Não é difícil constatar que Fauzi Mansur é um diretor que não se apega a determinado gênero. Na literatura adapta o clássico O guarani (1976), de José de Alencar. No final dos anos 1970, as comédias e dramas eróticos vão perdendo terreno. Mansur mergulha nos filmes de sexo explícito sob pseudônimos de Bako, Victor Triunfo (homenagem às ruas Victória e Triunfo, locais da Boca do Lixo), Izuaf Rusman (anagrama do nome). Faz também filmes de terror em 16mm, distribuídos no mercado de home vídeo norte-americano, e em cinemas de segunda categoria.
Nenhum (ou quase nenhum) gênero escapava às lentes de Fauzi Mansur. Fez mais de 80 filmes nos mais variados gêneros e estilos. Sem medo de errar: a diversidade é o estilo de Fauzi Mansur. 
"Sou uma pessoa muito preocupada com o homem. Com o seu estado de espírito, o seu modus vivendi em função de uma sociedade falha e injusta que ele mesmo criou. Em meus trabalhos, dentro do que a atual estrutura permite, coloco em evidência esses problemas de desencontro psicológico. De deslocação, entende?" (Fauzi Mansur)
Faleceu em 23 de janeiro 2019, aos 77 anos, em decorrência de um infarto fulminante.

## Filmografia
- 2013 - A Tatuagem Maldita - Suspense fantástico (Roteiro e edição de Fernando Mizuno)
- 2010 - E Agora, Pra Onde Vamos? - Em processo de roteirização com Fernando Mizuno e Carlos Arenque
- 2010 - Casamento Brasileiro - Em processo de finalização. Lançamento previsto para 2011 em parceria com Fernando Mizuno e Carlos Arenque
- 1990 - Ritual of Death
- 1984 - Karma - Enigma do Medo
- 1984 - Promiscuidade: Os Pivetes de Kátia
- 1981 - A Noite dos Bacanais
- 1980 - O Inseto do Amor - Recordista de bilheteria
- 1979 - O Guarani
- 1976 - O Mulherengo - Recordista de bilheteria
- 1975 - Ensaio Geral - Recordista de bilheteria
- 1974 - Sedução - Premiado
- 1973 - A Noite do Desejo - Premiado
- 1972 - Sinal Vermelho - as Fêmeas - Premiado
- 1971 - Uma Verdadeira História de Amor
- 1969 - 2000 Anos de Confusão
- 1969 - Deu a Louca no Cangaço
- 1966 - A Ilha dos Paqueras

## Prêmio
- Prêmio APCA (Associação Paulista de Críticos de Arte, Brasil)
- 1974 - Melhor edição por A Noite do Desejo.